# Toshiaki Kamata
Toshiaki Kamata (jap. 鎌田 俊明, Kamata Toshiaki; * 3. November 1951) ist ein ehemaliger japanischer Langstreckenläufer.
Bei den Olympischen Spielen 1976 in Montreal schied er über 5000 und 10.000 Meter im Vorlauf aus.
1977 wurde er beim Beppu-Ōita-Marathon Vierter und beim Weltcup in Düsseldorf Siebter über 10.000 Meter.
1978 wurde er Vierter und 1979 Siebter beim Beppu-Ōita-Marathon.
1976 wurde er Japanischer Meister über 5000 und 10.000 Meter.

## Persönliche Bestzeiten
- 5000 m: 13:25,41 min, 5. Juli 1977, Stockholm
- 10.000 m: 27:48,63 min, 30. Juni 1977, Helsinki
- Marathon: 2:14:25 h, 5. Februar 1978, Beppu